# Infinite (Stratovariusov album)
Infinite je osmi studijski album finskog power metal sastava Stratovarius. U Europi ga je 28. veljače 2000. objavila diskografska kuća Nuclear Blast, dok ga je u Japanu objavio Victor Entertainment. Popeo se na prvo mjesto finske ljestvice albuma i ostao na njoj devet tjedana, ali je ušao i u top 100 u šest drugih država. "Hunting High and Low" bila je objavljena kao singl i pojavila se na 4. mjestu finske ljestvice singlova. Infinite je u lipnju 2013. godine dobio platinastu nakladu jer je bio prodan u 21.907 primjeraka.
Na različitim inačicama albuma pojavile su se četiri bonus skladbe: "Why Are We Here?", "It's a Mystery", "What Can I Say?" i "Keep The Flame", a sve su kasnije bile objavljene na kompilaciji Intermission iz 2001. godine.

## Popis pjesama
Glazba: Timo Tolkki, osim pjesme "Glory of the World", koju je skladao Jens Johansson.
| 1.    | »Hunting High and Low«       | Timo Kotipelto | 4:08 |
| 2.    | »Millennium«                 | Tolkki         | 4:10 |
| 3.    | »Mother Gaia«                | Tolkki         | 8:18 |
| 4.    | »Phoenix«                    | Tolkki         | 6:13 |
| 5.    | »Glory of the World«         | Johansson      | 4:53 |
| 6.    | »A Million Light Years Away« | Tolkki         | 5:20 |
| 7.    | »Freedom«                    | Tolkki         | 5:03 |
| 8.    | »Infinity«                   | Tolkki         | 9:22 |
| 9.    | »Celestial Dream«            | Tolkki         | 2:30 |
| 49:57 |                              |                |      |

| Bonus skladba na japanskoj inačici | Bonus skladba na japanskoj inačici | Bonus skladba na japanskoj inačici | Bonus skladba na japanskoj inačici | Bonus skladba na japanskoj inačici | Bonus skladba na japanskoj inačici | Bonus skladba na japanskoj inačici | Bonus skladba na japanskoj inačici | Bonus skladba na japanskoj inačici | Bonus skladba na japanskoj inačici |
| Br.                                | Skladba                            | Tekstopisac                        | Skladatelj                         | Trajanje                           |                                    |                                    |                                    |                                    |                                    |
| ---------------------------------- | ---------------------------------- | ---------------------------------- | ---------------------------------- | ---------------------------------- | ---------------------------------- | ---------------------------------- | ---------------------------------- | ---------------------------------- | ---------------------------------- |
| 10.                                | »What Can I Say?«                  | Kotipelto                          | Kotipelto                          | 5:10                               |                                    |                                    |                                    |                                    |                                    |
| 55:07                              |                                    |                                    |                                    |                                    |                                    |                                    |                                    |                                    |                                    |

| Bonus CD na digipak inačici | Bonus CD na digipak inačici | Bonus CD na digipak inačici | Bonus CD na digipak inačici | Bonus CD na digipak inačici | Bonus CD na digipak inačici | Bonus CD na digipak inačici | Bonus CD na digipak inačici | Bonus CD na digipak inačici | Bonus CD na digipak inačici |
| Br.                         | Skladba                     | Tekstopisac                 | Skladatelj                  | Trajanje                    |                             |                             |                             |                             |                             |
| --------------------------- | --------------------------- | --------------------------- | --------------------------- | --------------------------- | --------------------------- | --------------------------- | --------------------------- | --------------------------- | --------------------------- |
| 1.                          | »Why Are We Here?«          | Johansson                   | Johansson                   | 4:44                        |                             |                             |                             |                             |                             |
| 2.                          | »It's a Mystery«            | Kotipelto                   | Tolkki                      | 4:05                        |                             |                             |                             |                             |                             |
| 8:49                        |                             |                             |                             |                             |                             |                             |                             |                             |                             |

| Bonus CD na ograničenoj inačici | Bonus CD na ograničenoj inačici | Bonus CD na ograničenoj inačici | Bonus CD na ograničenoj inačici | Bonus CD na ograničenoj inačici | Bonus CD na ograničenoj inačici | Bonus CD na ograničenoj inačici | Bonus CD na ograničenoj inačici | Bonus CD na ograničenoj inačici | Bonus CD na ograničenoj inačici |
| Br.                             | Skladba                         | Tekstopisac                     | Skladatelj                      | Trajanje                        |                                 |                                 |                                 |                                 |                                 |
| ------------------------------- | ------------------------------- | ------------------------------- | ------------------------------- | ------------------------------- | ------------------------------- | ------------------------------- | ------------------------------- | ------------------------------- | ------------------------------- |
| 1.                              | »Why Are We Here?«              | Johansson                       | Johansson                       | 4:44                            |                                 |                                 |                                 |                                 |                                 |
| 2.                              | »It's a Mystery«                | Kotipelto                       | Tolkki                          | 4:03                            |                                 |                                 |                                 |                                 |                                 |
| 3.                              | »Neon Light Child«              | Tolkki                          | Tolkki                          | 5:17                            |                                 |                                 |                                 |                                 |                                 |
| 4.                              | »Hunting High and Low« (demo)   | Kotipelto                       | Tolkki                          | 4:21                            |                                 |                                 |                                 |                                 |                                 |
| 5.                              | »Millennium« (demo)             | Tolkki                          | Tolkki                          | 4:08                            |                                 |                                 |                                 |                                 |                                 |
| 6.                              | »Phoenix« (uživo)               | Tolkki                          | Tolkki                          | 6:33                            |                                 |                                 |                                 |                                 |                                 |
| 7.                              | »Infinity« (uživo)              | Tolkki                          | Tolkki                          | 9:22                            |                                 |                                 |                                 |                                 |                                 |
| 38:28                           |                                 |                                 |                                 |                                 |                                 |                                 |                                 |                                 |                                 |

| Bonus CD na francuskoj inačici | Bonus CD na francuskoj inačici | Bonus CD na francuskoj inačici | Bonus CD na francuskoj inačici | Bonus CD na francuskoj inačici | Bonus CD na francuskoj inačici | Bonus CD na francuskoj inačici | Bonus CD na francuskoj inačici | Bonus CD na francuskoj inačici | Bonus CD na francuskoj inačici |
| Br.                            | Skladba                        | Tekstopisac                    | Skladatelj                     | Trajanje                       |                                |                                |                                |                                |                                |
| ------------------------------ | ------------------------------ | ------------------------------ | ------------------------------ | ------------------------------ | ------------------------------ | ------------------------------ | ------------------------------ | ------------------------------ | ------------------------------ |
| 1.                             | »It's a Mystery«               | Kotipelto                      | Tolkki                         | 4:03                           |                                |                                |                                |                                |                                |
| 2.                             | »Keep the Flame«               | Johansson                      | Tolkki                         | 2:58                           |                                |                                |                                |                                |                                |
| 3.                             | »Phoenix« (demo)               | Tolkki                         | Tolkki                         | 5:55                           |                                |                                |                                |                                |                                |
| 12:56                          |                                |                                |                                |                                |                                |                                |                                |                                |                                |

## Zasluge
| Stratovarius - Timo Kotipelto – vokali - Jens Johansson – klavijature - Jörg Michael – bubnjevi - Jari Kainulainen – bas-gitara - Timo Tolkki – gitara, produkcija, tonska obrada Ostalo osoblje - Dirk Gohr – omot albuma - Dick Lindberg – fotografija - Derek Riggs – naslovnica - Kristian – fotografija - Mikko "Message in a Bottle" Karmila – miksanje, tonska obrada - Mika "But there is nothing I can do to this mix" Jussila – mastering - Riku Niemi – zborski aranžman, orkestracija i dirigiranje (na pjesmama 3, 8 i 9) - Veijo Laine – zborski aranžman, orkestracija (na pjesmama 3, 8 i 9) | Dodatni glazbenici - Heikki Hämäläinen – violina - Tuomas Ikonen – violina - Satu Laine – violina - Emma Vähälä – violina - Teppo AliMattila – violina - Yrjö Lasonpalo – violina - Teodor Nicolau – violina - Katarina Jämsä-Pesonen – violina - Mikko Pesonen – violina - Mauri Pietikäinen – viola - Markus Sallinen – viola - Heikki Vehmanen – viola - Kari Lindstedt – violončelo - Veli-Matti Iljin – violončelo - Perttu Kivilaakso – violončelo - Timo Ronkainen – rog - Tuomo Eerikäinen – rog - Mongo Aaltonen – udaraljke - Kimmo Blom – prateći vokali (na pjesmama 3, 8 i 9) - Marco Hietala – prateći vokali (na pjesmama 3, 8 i 9) - Anssi Stenberg – prateći vokali (na pjesmama 3, 8 i 9) - Marko Vaara – prateći vokali (na pjesmama 3, 8 i 9) - Pasi Rantanen – prateći vokali (na pjesmama 3, 8 i 9) - Säde Rissanen – zborski vokali - Veera Railio – zborski vokali - Lotte Lindblom – zborski vokali - Suvi Lehto – zborski vokali - Jussi Lehtipuu – zborski vokali - Marko Pankakoski – zborski vokali - Pasi Eskelinen – zborski vokali - Timo Ojala – zborski vokali |

## Ljestvice
| Ljestvica (2000.) | Najviša pozicija |
| ----------------- | ---------------- |
| Finska            | 1                |
| Grčka             | 32               |
| Italija           | 34               |
| Japan             | 29               |
| Njemačka          | 28               |
| Poljska           | 71               |
| Švedska           | 63               |